# كاسيا فيلك
كاسيا فيلك (بالبولندية: Katarzyna Wilk)‏ هي مغنية بولندية، ولدت في 3 يناير 1982 في بلدة لوبن في بولندا.

## وصلات خارجية
- الموقع الرسمي
- كاسيا فيلك على موقع ميوزك برينز (الإنجليزية)
- كاسيا فيلك على موقع أول ميوزيك (الإنجليزية)
- كاسيا فيلك على موقع ديسكوغز (الإنجليزية)